# Sébé-Brikolo
Sébé-Brikolo è un dipartimento della provincia di Haut-Ogooué, in Gabon, che ha come capoluogo Okondja.